# Ябланица (Вишеград)
Ябланица (серб. Јабланица / Jablanica) — село в общине Вишеград Республики Сербской Боснии и Герцеговины. Население составляет 17 человек по переписи 2013 года.